# Экскалибур
Экска́либур (англ. Excálibur, также Эска́либур, иногда встречается наименование Ка́либурн) — легендарный меч короля Артура, которому часто приписываются мистические и волшебные свойства.

## Этимология
Название меча короля Артура, по-видимому, происходит от валлийского Каледвулх (валл. Caledfwlch), в котором скомбинированы элементы caled («битва») и bwlch («нарушать целостность», «разрывать»).
Гальфрид Монмутский латинизировал название: меч в его работе XII века «История королей Британии» именуется Калибурн (Caliburn) или Калибурнус (Caliburnus) (вероятно, от лат. chalybs — «сталь»). Во французской средневековой литературе меч именовался Эскалибор (Escalibor), Экскалибор (Excalibor) и, наконец, Экскалибур (Excalibur).
Каледвулх упоминается в «Килухе и Олвен» — валлийском сказании, относящемся примерно к 1100 году и позже включённом в Мабиногион.
В некоторых рыцарских романах Экскалибур именуется также Mirandoisa.

## История

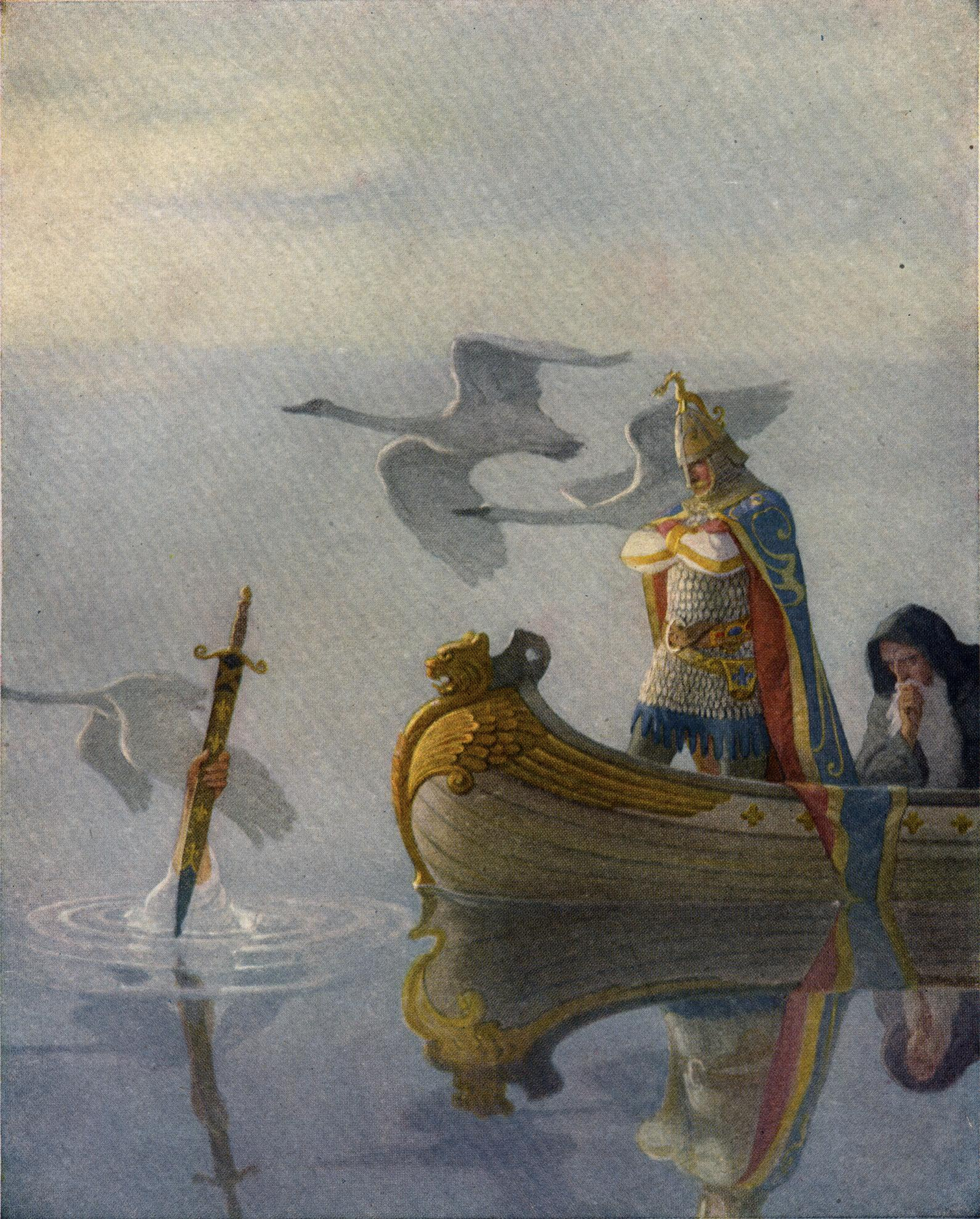
Владычица Озера вручает Артуру меч

Этот меч король Артур добыл при содействии волшебника Мерлина — его держала над водами таинственная рука (рука Владычицы озера) — после того, как потерял свой меч в поединке с сэром Пелинором.
Однажды сестра Артура, фея Моргана, подговорила своего любовника сэра Акколона убить короля. Чтобы облегчить ему задачу, она выкрала Экскалибур, а также его ножны, которые были магическими и способствовали заживлению ран. Но Артур смог победить врага и обычным оружием.
После последней битвы Артура, когда король почувствовал, что умирает, он попросил последнего из оставшихся в живых рыцарей Круглого Стола, сэра Бедивера (или Грифлета), бросить меч в ближайший водоём — вернуть Владычице Озера. Поначалу тот попытался припрятать меч, но по его рассказу Артур понял, что его обманывают и вторично послал его бросить меч в озеро. Лишь услышав о «великом чуде» — из озера поднялась рука и поймала брошенный меч — Артур убедился, что его поручение выполнено, и умер спокойно (по некоторым легендам — не умер, а был унесён сестрой Морганы Моргиатой либо — в других легендах — раскаявшейся Морганой на Стеклянный остров, где спит в хрустальной гробнице).
Впервые появляется в «Истории королей Британии» Гальфрида Монмутского.
Согласно одной из легенд, Экскалибур выковал бог-кузнец Велунд. Согласно другой, его выковали на Авалоне. В некоторых ранних текстах прежде, чем попасть в руки Артура, он принадлежал Гавейну.
Археологические находки большого количества мечей Тёмных веков в европейских водоёмах позволяют предположить существование обычая затопления оружия после смерти воина.

## Внешний вид
В романе «Персеваль, или Повесть о Граале» Кретьена де Труа, Гавэйн несёт Экскалибур и он описан так: «у него на поясе висел Экскалибур, самый прекрасный меч из всех, который разрубал железо, как дерево».
Хотя в «Видении Ронабви» меч не назван, но описан он следующим образом:

Тут они услышали, как зовут Кадора, графа Корнуолла. И он вышел с мечом Артура в руке, на котором были изображены две золотые химеры. Изо рта у них, когда меч обнажали, вырывались языки пламени, и нелегко было смотреть на них из-за их пугающего обличья.— «Мабиногион», «Видение Ронабви». Перевод В. Эрлихман
В XIX веке поэт Альфред Теннисон так описал Экскалибур в поэме «Уход Артура» («The Passing of Arthur»), включенной в «Королевские Идиллии»:

Там обнажил он меч Эскалибур,

А обнажившись над его главою,

Луна златая вышла из-за тучи

И, покатившись по небу, легонько

По рукояти чиркнула лучом.

И рукоять алмазами сверкнула,

Бесчисленными искрами топазов

И гиацинтов сказочной работы.

— «Королевские идиллии», «Уход Артура». Перевод В. Лунина